# Greetings from Tim Buckley
Pour plus de détails, voir Fiche technique et Distribution.
Greetings from Tim Buckley est un film américain réalisé par Daniel Algrant, sorti en 2012.

## Synopsis
La carrière de Jeff Buckley dans les pas de son père, Tim Buckley.

## Fiche technique
- Titre : Greetings from Tim Buckley
- Réalisation : Daniel Algrant
- Scénario : Daniel Algrant, David Brendel et Emma Sheanshang
- Musique : Gary Lucas
- Photographie : Andrij Parekh
- Montage : Bill Pankow
- Production : John Hart, Patrick Milling Smith, Amy Nauiokas et Frederick Zollo
- Société de production : Archer Gray, From A to Z Productions et Smuggler
- Société de distribution : Focus World (États-Unis)
- Pays :  États-Unis
- Genre : Biopic et drame
- Durée : 99 minutes
- Dates de sortie : 
  -  Canada : 9 septembre 2012 (festival international du film de Toronto)

## Distribution
- Penn Badgley : Jeff Buckley
- Imogen Poots : Allie
- William Sadler : Lee Underwood
- Kate Nash : Carol
- Norbert Leo Butz : Hal Willner
- Isabelle McNally : Jane Goldstein
- Ben Rosenfield : Tim Buckley
- Frank Wood : Gary Lucas
- Ilana Levine : Paula
- Jadyn Douglas : Linda
- Jessica Stone : Janine Nichols
- Stephen Tyrone Williams : Carter
- Frank Bello : Richard Hell

## Accueil
Le film a reçu un accueil mitigé de la critique. Il obtient un score moyen de 57 % sur Metacritic.